# Gris (игра)
Gris (от исп. gris серый) — компьютерная игра в жанре платформера, разработанная испанской командой независимых разработчиков Nomada Studio и изданная Devolver Digital. Выпуск состоялся 13 декабря 2018 года для персональных компьютеров на операционных системах Windows и macOS, и портативной игровой приставки Nintendo Switch. Позже игра была портирована на iOS, PlayStation 4 и Android. Игрок управляет девушкой по имени Грис, которая должна вернуть краски миру, для чего должна преодолевать разного рода препятствия, а также решать головоломки.
Разработка игры началась после того, как известный в Барселоне художник Конрад Росет встретился с двумя профессиональными программистами, которые в итоге основали студию Nomada Studio. Gris должна была стать эстетически великолепной игрой, но и с разнообразным игровым процессом, в качестве предмета вдохновения, разработчики указывали на множество игр, в том числе Journey и Ori and the Blind Forest. Хотя сама история открыта для широких интерпретаций, разработчики исходили из базовой идеи того, что мир, представленный в игре, — это метафора эмоционального состояния женщины, пережившей недавнюю потерю, и теперь она должна справиться со своей депрессией. Музыкальные композиции к игре написал Марко Альбано, а исполнила музыкальная группа Berlinist.
Игра имеет преимущественно положительные отзывы от критиков. На сайте-агрегаторе оценок Metacritic версии игры Gris для PC и Nintendo Switch имеют 83 и 84 балла из 100 на основе 36 и 41 рецензий от разных изданий соответственно. Критики однозначно похвалили игру за её визуальную эстетику, музыкальное сопровождение и подачу истории. Игровой процесс представляет собой довольно классический и недостаточно сложный платформер с некоторыми интересными механиками, однако часть критиков сочли его слишком посредственным. Gris получила ряд наград, в том числе на вручении BAFTA и Энни.

## Игровой процесс
Gris представляет собой платформер, похожий на метроидванию, но без каких-либо элементов сражений. Игрок управляет девушкой по имени Грис, путешествующей среди полуразрушенных руин. Сами внутриигровые локации являются воплощением внутреннего мира героини, опустошённого психологической травмой, а прохождение игрока воплощает пять стадий принятия неизбежного, где прохождение каждой стадии ознаменуется возвращением одного из пяти цветов миру. Для возвращения цвета Грис должна находить особые огни, образующие проходы к раннее недоступным местам и активировать особые стелы, дарующие героине новые способности. В самом начале девушка может только бегать и подпрыгивать, позже она получает способность приобретать форму тяжёлого куба, порхать и взлетать при наличии красных бабочек, или же плавать под водой. Прохождение уровня заканчивается, когда Грис удаётся забраться на руку статуи голой женщины.

Демонстрация игрового процесса

Фактически прохождение каждого уровня начинается с одной и той же локации. Вначале она представлена в виде руин, но со временем, воплощая постепенный процесс душевного исцеления, наполняется новыми и успокаивающими мотивами: красками, растениями, живностью, резервуарами с водой и «недостающими» архитектурными деталями, созданными из света. Данные изменения вкупе с новыми способностями героини открывают доступ к раннее недоступным локациям. Первый уровень — «отрицание» — представлен опустошённой и бесцветной пустыней, «гнев» — показывает красную пустыню с ветряными мельницами и опасными ветрами, третий уровень «надежда» (зелёный) наполняет мир лесом и живностью, четвёртый — «печаль» (синий) — дождём и водой (а игрок обретает способность исследовать подземные пещеры и плавать под водой), а пятый уровень — «смирение» (жёлтый) — вводит строения, существующие только при свете. Каждый уровень вводит новые механики, усложняющие головоломки, например, деревья-платформы, которые постоянно меняют свою форму или исчезают, кристальные пещеры, образующие копии Грис, нестабильные платформы, которые можно разбить и так далее.
По пути Грис сталкивается с различными существами, некоторые из которых помогают ей, и наоборот, её преследует враждебная сущность из чёрной материи, воплощение кратковременного рецидива психической травмы, которая приобретает форму птицы, а затем рыбы, норовящей поглотить героиню. Несмотря на вышеописанное, в игре нельзя умереть или застрять. Последняя способность, которую получает Грис, — это возможность петь и оживлять пространство вокруг себя. В конечном счёте девушка собирает достаточно звёзд, чтобы образовать путь из созвездий к небесам, но в последний момент на неё нападает сущность и поглощает её. Грис взбирается на поверхность чёрной материи к полуразрушенной статуе девушки и пытается с помощью песни объединить её детали, сущность чуть снова не поглощает их, однако статуя пробуждается и изгоняет своей песней сущность. Грис обнимает статую и устремляется к небесам, поскольку мир уже восстановлен.
На последнем уровне также имеется секретная локация, являющаяся намёком на интерпретацию истории. Игрок может наблюдать короткую сцену, где счастливые мать и дочь наблюдают за звёздным небом. Мать похожа на плачущие статуи в игре, а маленькая девочка похожа на Грис. Мать ловит светлячка и вручает его девочке.

## Разработка
Разработкой игры занималась независимая испанская студия Nomada Studio. На пике создания игры в команду входило 15 человек, не считая композитора и музыкантов. Многие члены команды ранее никогда не работали над видеоиграми. По примерным оценкам, при разработке около 80 % ресурсов уходило на то, чтобы проработать окружающий мир и анимации. Впервые идея создать игру о «мире, лишённом цветов, которые герой будет постепенно восстанавливать», пришла Конраду Росету. Сам Конрад является достаточно известным художником в Барселоне и уже давно мечтал воплотить свои художественные видения в видеоигре. Он же в итоге стал художественным руководителем и разработал основной художественный стиль игры, в котором явно прослеживается фирменный стиль Конрада.

### Предпосылки
В 2016 году Конрад, Рохер Мендоса и Адриан Куэвас случайно встретились в баре во время вечеринки и завязали разговор. Конрад узнал, что оба программиста уже думали о том, чтобы заняться собственным проектом, и решил продемонстрировать свои художественные работы. Это крайне впечатлило Мендосу и Куэваса, которые сразу же увидели в работах Конрада хороший потенциал для создания игры. Сам Куэвас в течение последних семи лет работал программистом при разработке игр класса AAA в Ubisoft и IO Interactive, Мендоса же последние шесть лет входил в состав разработчиков Ubisoft Montreal. Если для Конрада эта была возможность осуществить свою идею, то Куэвас и Мендоса рассматривали встречу как желание поучаствовать в более личном проекте и иметь большую творческую свободу. После встречи трио с Devolver Digital на мероприятии Gamescom последние, изучив художественные работы Росета, согласились выступить издателем их будущей игры, и Конрад, Мендоса и Куэвас основали собственную студию и наняли для команды разработки ещё несколько людей. Разработчики признались, что до этого пытались связаться с другими издателями, но именно Devolver действительно заинтересовались проектом, а также обещали команде полную творческую свободу. Мендоса указал на «уникальное совпадение», заметив, что он и Куэвас — программисты, ничего не знающие об искусстве, а Конрад, наоборот, профессиональный художник, ничего не знающий о кодировании.

### Сюжет
После включения в команду Конрада команда поняла, что будет создавать игру с уклоном на визуальную эстетику, но, как заметил Мендоса, он «не хотел создать очередной „симулятор ходьбы“, а намеревался сконструировать вдобавок разнообразные механики и сюжетный фундамент». Сама Gris создавалась как игра, предлагающая расслабляющий опыт и способная вызвать сильные эмоции даже у людей, которые просто наблюдают за игрой, а не сами играют в неё: «Наши первые идеи вращались вокруг создания игры, которая развивалась бы в визуальном плане, а не только с точки зрения механики. С „Gris“ мы стремились предоставить эмоциональный, уникальный и доступный опыт, который каждый может сыграть и интерпретировать лично», заметил Адриан Куэвас, соучредитель Nomada Studio. При этом команда решила передать повествование без единого слова, как это было реализовано в игре Journey. Создание истории было схоже с написанием пяти этапов сценария к фильму.
Саму сюжетную линию команда интерпретировала как эмоциональную травму молодой женщины, пережившей некое разрушительное событие в жизни, потерю любимого человека. Её же чувства и переживания представлены в виде вымышленного мира. Хотя история предоставляет простор для интерпретации, Мендоса заметил, что хотел осторожно и с уважением отнестись к данной теме, и поэтому советовался с женщинами, пережившими потери. Мендоса также выразил гордость тем, что затрагивает в своей игре то, что на протяжении долгих лет считалось недопустимым в видеоиграх. Цветовая палитра также играет важную роль в передачи эмоциональной истории и развития сюжетной линии. Само имя героини — «Грис», переводится с испанского как «серый», что имеет смысл в данной истории.
Для достоверного отображения борьбы с психологической травмой, от гнева и отчаяния до расширения возможностей, команда консультировалась с психотерапевтом и геймдизайнером Эктором Фустером. Со слов Мендосы и Куэваса, их цель заключалась в том, чтобы наградить каждого игрока, который решит вложить своё время в игру: «Если они хотят увидеть красивую головоломку-платформер, то „Gris“ наверняка ей и является, если они хотят увидеть историю о пробуждении травмированной женщины, то она заключена в самом сердце игры».

### Игровой и художественный дизайн
В плане художественного подхода разработчики оценивали стиль игры и её геймплей как совмещение игр Journey и Ori and the Blind Forest. Они также признались, что являются фанатами таких игр, как, например, Monument Valley, Child of Light, Limbo и Inside и хотели перенять у них лучшее и по своему их интерпретировать. Андриан заметил, что своей разработкой его команда обязана таким играм, как Journey и Flower, которые, по его мнению, и заложили тренд на создание атмосферных инди-игр, благодаря которым в том числе и была возможна разработка Gris, и надеется в будущем также видеть подобные игры. Перед тем, как начать разработку игры, команда провела обширные исследования других игр. Например, при создании архитектуры создатели вдохновлялись Journey и Shadow of the Colossus, а также реальными архитектурными сооружениями в Индии, Венеции и городом Набу из фильма «Звёздные войны. Эпизод I: Скрытая угроза». Также команда искала вдохновение за пределами игр, например, у работ студии Ghibli, в частности у «Унесённых Призраками» и «Принцессы Мононоке», задними фонами, в частности лесом некоторых мультфильмов от Disney, работами французского художника Мёбиуса, двигающимися скульптурами Тео Янсена, фигурами-«мобилями» американского дизайнера Александра Колдера и так далее. Команда разработчиков также изучала множество картин и скульптур, сама же команда создателей состоит в основном из дизайнеров и художников, а не программистов. Саму игру Gris создатели, разумеется, также воспринимали как форму искусства, заметив, что они надеются сделать очередной шаг в сторону того, чтобы видеоигры перестали восприниматься только как симуляторы стрельбы.
Сам игровой процесс разработчики назвали своеобразной формой метроидвании. При этом команда не хотела создавать слишком сложный платформер, ориентируясь на широкую игровую аудиторию, в том числе и людей, традиционно не интересующихся видеоиграми. Создание игры, которая одновременно бы дарила сильный эмоциональный опыт и была бы при этом недостаточно сложной, было крайне сложной задачей для разработчиков. Выходом из данной ситуации, среди прочего, стала идея связать костюм героини с игровой механикой, при этом на раннем этапе разработки от ряда идей, например, прохождения сквозь стены, решили отказаться. Хотя в игре отсутствует смерть, разработчики ставили перед собой сложную задачу также передать тревожную атмосферу сцен с преследованием героини. В изначальной задумке платье героини меняло цвет, однако разработчики обратили внимание, что это отвлекало игроков. Разработчики заметили, что особенная сложность в разработке была связана с тем, что художественный стиль в игре оставался легко понятным для игроков и не запутывал их, при этом представленный мир в начале нарочито пустой и «унылый» и становится только насыщеннее и красивее к концу.
Работая над портом для Nintendo Switch, Адриан Куэвас признался, что команда была приятно удивлена, что Gris достаточно быстро загружалась с диска, однако команда не должна была забывать о низкой производительности консоли, не такой мощной, как ПК. Куэвас также заметил, что управление в игре идеально подходило для Switch.

## Анонс и выход
Впервые Gris была представлена на выставке в Галерее Фоли в Нью-Йорке, где игра была представлена в виде набора картин, которые, как оказалось, были скриншотами из предстоящей игры. Рохер Мендоса, соучредитель Nomada Studio заметил тогда, что разработчики действительно рассматривают видеоигры, как форму искусства: «Мы не думаем, что между кино и искусством существует так много различий. Точно также, как фильмы охватывают самые разные жанры, также должны делать и видео-игры». Позже, Gris демонстрировалась на выставке GamesCom, где также можно было её опробовать.
Выпуск игры состоялся 13 декабря 2018 года для персональных компьютеров и Nintendo Switch. 21 августа 2019 года выход игры состоялся на мобильные устройства iOS, 26 ноября того же года на игровые приставки PlayStation 4. Специально для приставки, разработчики обновили игру, добавив разрешение 4K, а также музыкальное сопровождение с меньшим сжатием. Хотя выход игры состоялся в цифровом формате в PlayStation Store, ещё до даты выхода, Devolver Digital, организовали предзаказ и первые 30 заказчиков получали физические копии.
В марте 2020 года стало известно о предстоящем выпуске игры на Android, а также был открыт доступ к предварительной регистрации игры. Её выход состоялся 1 апреля 2020 года.

## Музыка
Музыкальное сопровождение к игре исполнила музыкальная инструментальная группа Berlinist. Ещё до создания игры, художественный руководитель Конрад Росет был лично знаком с их представителями, так как работал над изображениями для обложек к их музыкальным альбомам. Композитором выступил Марко Альбано, который также входит в состав Berlinist. Альбано заметил, что работал над композициями, исходя из идеи создать повествовательную линию, в которой игрок мог бы «затеряться» и по-своему осознавать происходящее на экране, объединяя элементы искусства. Саму героиню озвучила певица Хемма Гаммара.
Ход разработки и создания музыки шёл одновременно, позволяя и разработчикам, и музыкантам искать вдохновение друг у друга. Альбано заметил, что начал своё создание, вдохновляясь простым эскизом Росета — изображением дерева, освещённого солнцем и окружённого облаками. Так как сама игра наполнена акварельными оттенками, Альбано стремился также создать лёгкую музыку, «наполнению облачной и туманной атмосферой», для этого он также объединял музыкальные инструменты с цифровой музыкой и пением. Сам композитор вдохновлялся музыкальным сопровождением из игры The Last Guardian, которая, по его мнению, отлично отражала идею мечтательности. При этом сами композиции в Gris динамичны и меняются в зависимости от действий игрока, например музыка становится менее насыщенной, когда игрок решает головоломки, чтобы он не отвлекался, или же наоборот, музыка становится интенсивной и громкой, когда героиня сталкивается угрожающими ситуациями.
Трек «Gris, Pt. 1» задаёт основной том для музыкальной темы игры, в который звучат множество инструментов: фортепьяно, скрипки, виолончели, фисгармония и вокал, которые будут отдельно присутствовать в следующих композициях. Если мелодии, отражающие безмятежность как правило включают фортепьяно и струнные, то наоборот, мелодии, отражающие тревогу и агрессию, сопровождаются фисгармонией и хором.
Музыкальные композиции были собраны в альбом под названием «Gris (Original Soundtrack)», куда входят 27 треков. Также было выпущено ограниченное виниловое издание. Редакция Paste причислила музыку к Gris к десяти лучшим саундтрекам видеоигр.
| - 1. Mae — 02:33 - 2. Gris, Pt. 1 — 02:36 - 3. Debris — 02:51 - 4. Lift — 00:26 - 5. Meridian — 01:02 - 6. Chiasm — 01:01 - 7. Incipt — 00:23 - 8. Perseverance — 02:54 - 9. Boundary — 00:29 | - 10. Windmill — 05:06 - 11. Opaque — 00:34 - 12. Komorebi — 05:48 - 13. Environments — 06:20 - 14. Tobu — 00:26 - 15. Karasu — 05:10 - 16. Symmetry — 00:40 - 17. Rain — 01:58 - 18. Komorebi, Pt. 2 — 01:12 | - 19. Descent — 10:00 - 20. Unagi — 04:28 - 21. Sparks — 00:40 - 22. Ascension — 05:58 - 23. Firmament — 07:12 - 24. Comparison — 01:00 - 25. Gris, Pt. 2 — 02:26 - 26. In Your Hands — 04:09 - 27. Circles — 02:00 |

## Восприятие
| Сводный рейтинг    | Сводный рейтинг                   |
| Агрегатор          | Оценка                            |
| ------------------ | --------------------------------- |
| GameRankings       | - NS: 84,71 % - PC: 83,18 %       |
| Metacritic         | ПК: 83/100 NS: 84/100 PS4: 82/100 |
| Иноязычные издания |                                   |
| Издание            | Оценка                            |
| Destructoid        | 10/10                             |
| EGM                | 8/10                              |
| Eurogamer          | [ 30 ]                            |
| Game Informer      | 8,25/10                           |
| GameSpot           | 9/10                              |
| IGN                | 6,5/10                            |
| Nintendo Life      | 9/10                              |
| Polygon            | Recommended                       |
| USgamer            | [ 36 ]                            |
| VideoGamer         | 6/10                              |

Игра имеет преимущественно положительные отзывы от критиков. На сайте-агрегаторе оценок Metacritic версии игры Gris для PC и Nintendo Switch имеют 83 и 84 баллов из 100 на основе 36 и 41 рецензий от разных изданий соответственно. Обе версии игры также входили в ТОП 100 лучших, самых обсуждаемых и самых популярных игр 2018 года. Gris также была признана «игрой года на Mac».
Представитель сайта Forbes назвал Gris великолепным платформером с уникальным художественным стилем, феноменальной партитурой и мощным, но тонким посланием. Критик признался, что сыграл в игру в один присест, так как просто не мог оторваться, хотя и изначально хотел пройти игру за несколько сеансов. Его также впечатлила концовка, «необычайно эффектная для игры, которая не передаёт не единого слова». Редактор журнала Washington Post признался, также, что визуальный стиль в игре его настолько впечатлил, что, что он решил второй раз перепройти игру. Рецензент заметил, что Gris стала частью тенденции, при которой платформеры в последние годы стали настолько гостеприимным жанром, что позволяют независимым разработчикам видео-игр выставлять напоказ своё художественное мастерство, как это например сделали при создании Journey или Inside. Критик российского сайта PlayGround дал максимальную оценку игре, заметив, что она настолько красива, «как если бы Одри Хепберн стала игрой». Обозреватель признался, что в начале опасался, что перед ним предстанет очередная инди-игра, не предлагающая ничего кроме стиля. Сам игровой процесс рецензент назвал классическим платформером, но которому придали «красивые и естественные формы», хотя критик заметил, хотя игра предлагает множество механик, но едва ли реализует весь их потенциал. Тем не менее критик заметил, что игра постепенно усложняется, предлагая всё более замысловатое прохождения и разнообразные уровни.
Представитель сайта GameOver увидел в сюжете аллегорическое путешествие по преодолению внутренних травм, которое вполне открыто для интерпретации таким образом, что каждый игрок сможет осмыслить историю в соответствии со своим личным опытом. Даже если игра не сумеет привлечь игрока своей символической историей, Gris по-прежнему остаётся убедительным, коротким, но красиво оформленным платформером. Рецензент сайта Everyeye аналогично назвал историю Gris сказочным измерением, наполненным символами, метафорами и аллюзиями и по мнению критика повествует о депрессии, унижении, личном и эмоциональном поражении, которые в итоге героиня должна поэтапно одолевать. Сама игра по мнению критика представляет собой нечто среднее между поэтическим играми Journey и Monument Valley и предлагает возвышенный союз звуков и видений — «концерт», ведущий к открытию мира девушки, не способной издавать ни одного звука. Сами элементы платформера критик назвал хотя не не слишком сложными, но наполненными редкой грацией и деликатностью.
Некоторые критики оставили сдержанные отзывы об игре, их претензии сводились к недостаточной сложности платформера, например представитель сайта ZTGB заметил, что его разочаровала Gris в плане того, что она не может решить, чем является — забавным платформером или художественным произведением, хотя могла бы в итоге быть и тем и другим. Критик заметил, что Gris стоит опробовать тем, кто прежде всего ценит в игре её визуальный стиль, но те, кто ищут увлекательный платформер в итоге останутся разочарованными, а головоломки в игре не такие сложные и разнообразные, как например в Limbo или Inside. Критик сайта Shaknews аналогично заметил, что Gris выглядит прекрасной игрой, но и настолько же поверхностной. Хотя игре удаётся влюбить себя красивым миром и плавным управлением, однако при дальнейшем исследовании выявляется недостаток игрового процесса и посредственный платформер, заметив также, что тут уместна поговорка «не с лица воду пить».

### Анализ истории
С утверждения разработчиков, они создали историю, которую можно открыто интерпретировать. То, что очевидно ясно: сюжет повествует об утере любимого человека, а сама история отражает пять стадий принятия смерти согласно модели Кюблер-Росс — отрицание (белый), гнев (красный), торг (зелёный), печаль (синий) и принятие (жёлтый). Представитель сайта GameRevolution увидел в руинах зданий метафору уныния, с которой должна справляться героиня, её успешная борьба с депрессией имеет отражение в изменении архитектуры, которая представлена в начале опустошённой и равнодушной, но со временем наполняется нежными красками и успокаивающими образами, отражая постепенное душевное исцеление Грис. Сами же чёрные тени по мнению редактора воплощают разрушенную самооценку героини, которая стремится удержать Грис в депрессии и которую девушка должна преодолеть.
Редакция Powerup-gaming увидела в сюжете связь травмы с материнством, а именно потерей ребёнка, или выкидыша, на что также намекают уровень с лесными мотивами и взаимоотношения героини и маленького создания, похожего на робота. В конце концов покидая лес, героиня делает свой первый шаг к исцелению травмы потери. Сама Грис воплощает попытку справится с травмирующей ситуацией, а тени — наоборот воплощают уныние и попытку удержать женщину в её депрессии. Макс Гольдштейн, редактор сайта Medium, играя в Gris сначала думал о том, что сюжет намекает на лесбийские мотивы и предположил, что речь идёт о потере любовницы главной героини, представленной в форме статуи. Позже редактор стал склоняться к мнению, что речь идёт об одной и той же женщине, которая пытается справиться с собственной неуверенностью. Гольдштейн однако раскритиковал скрытую сцену в конце игры, заметив, что она убивает всю магию двусмысленности истории, являясь грубым спойлером того, что речь всё-таки идёт о потери матери (статуи) своей дочери (Грис), или же наоборот, тем не менее лишь небольшие количество игроков увидят данную сцену. Данная история ему также напомнила сюжет из Monument Valley 2, где мать должна смириться и отпустить свою повзрослевшею дочь.

### Продажи и влияние
Уже через неделю после выхода игры на Switch, Windows и Mac, продажи Gris окупили её стоимость разработки. По состоянию на сентябрь 2024 года, Gris в общей сложности была куплена 3 000 000 раз.
Разработчики Rainbow Six Siege отдали дань уважения создателям Gris предложив в рамках ограниченного времени приобрести тематическую расцветку для оружия. В ноябре 2019 года издатель Devolver Digital обвинил создателей приложения Fabulous в плагиате, а именно копировании в своём рекламном ролике сцен из Gris. Создатели приложения не отрицали копирования, но и не хотели вступать в конфликт с издательством, решив удалить ролик.

### Награды
| Год  | Награда                                                          | Категория                                                   | Результат | Сслк.         |
| ---- | ---------------------------------------------------------------- | ----------------------------------------------------------- | --------- | ------------- |
| 2019 | New York Game Awards                                             | Премия Off Broadway Award за лучшую инди-игру               | Номинация | [ 53 ]        |
| 2019 | 46 премия Энни                                                   | Анимация персонажей в видеоигре                             | Победа    | [ 54 ]        |
| 2019 | D.I.C.E. Awards                                                  | Выдающиеся достижения в анимации                            | Номинация | [ 55 ]        |
| 2019 | D.I.C.E. Awards                                                  | Выдающиеся достижения в художественном направлении          | Номинация | [ 55 ]        |
| 2019 | NAVGTR Awards                                                    | Анимация, Художество                                        | Номинация | [ 56 ] [ 57 ] |
| 2019 | NAVGTR Awards                                                    | Современное художественное направление                      | Победа    | [ 56 ] [ 57 ] |
| 2019 | NAVGTR Awards                                                    | Original Light Mix Score, New IP                            | Номинация | [ 56 ] [ 57 ] |
| 2019 | SXSW Gaming Awards                                               | Превосходство в искусстве                                   | Номинация | [ 58 ]        |
| 2019 | SXSW Gaming Awards                                               | Превосходство в визуальном достижении                       | Номинация | [ 58 ]        |
| 2019 | SXSW Gaming Awards                                               | Превосходство в музыкальном исполнении                      | Номинация | [ 58 ]        |
| 2019 | SXSW Gaming Awards                                               | Наиболее перспективная новая интеллектуальная собственность | Номинация | [ 58 ]        |
| 2019 | Game Developers Choice Awards                                    | Лучший дебют (Nomada Studio)                                | Номинация | [ 59 ] [ 60 ] |
| 2019 | Game Developers Choice Awards                                    | Лучший визуальное искусство                                 | Победа    | [ 59 ] [ 60 ] |
| 2019 | Британская академия кино и телевизионных искусств на 15 вручении | Художественное достижение                                   | Номинация | [ 61 ]        |
| 2019 | Британская академия кино и телевизионных искусств на 15 вручении | Дебютня игра                                                | Номинация | [ 61 ]        |
| 2019 | Британская академия кино и телевизионных искусств на 15 вручении | Музыка                                                      | Номинация | [ 61 ]        |
| 2019 | Italian Video Game Awards                                        | Лучшее художественное направление                           | Номинация | [ 62 ]        |
| 2019 | Italian Video Game Awards                                        | Лучшая инди-игра                                            | Победа    | [ 62 ]        |
| 2019 | Italian Video Game Awards                                        | Игра вне развлекательной категории                          | Номинация | [ 62 ]        |
| 2019 | 2019 Webby Awards                                                | Лучший визуальный дизайн                                    | Победа    | [ 63 ]        |
| 2019 | Games for Change Awards                                          | Лучший игровой процесс                                      | Победа    | [ 64 ] [ 65 ] |
| 2019 | Golden Joystick Awards                                           | Лучший визуальный дизайн                                    | Номинация | [ 66 ]        |
| 2019 | Titanium Awards                                                  | Лучшее искусство                                            | Победа    | [ 67 ] [ 68 ] |
| 2019 | Titanium Awards                                                  | Лучшая испанская разработка                                 | Номинация | [ 67 ] [ 68 ] |
| 2019 | The Game Awards 2019                                             | Лучшее художественное направление                           | Номинация | [ 69 ] [ 70 ] |
| 2019 | The Game Awards 2019                                             | Игра-хит                                                    | Победа    | [ 69 ] [ 70 ] |
| 2019 | The Game Awards 2019                                             | Свежая инди-игра (Nomada Studio)                            | Номинация | [ 69 ] [ 70 ] |